# Carmell Jones
Carmell Jones (19. července 1936 Kansas City, Kansas, USA – 7. listopadu 1996 tamtéž) byl americký jazzový trumpetista. V letech 1961–1963 byl členem orchestru Geralda Wilsona a v letech 1964–1965 hrál s Horace Silverem. V roce 1965 se přestěhoval do Německa a zůstal zde až do roku 1980; v roce 1971 se mu zde narodila dcera Stella Jones, která působí jako zpěvačka. Během své kariéry spolupracoval i s dalšími hudebníky, mezi které patří Oliver Nelson, Charles McPherson, Jean-Luc Ponty, Sarah Vaughan nebo Victor Feldman.